# Бержерак (футбольний клуб)
«Бержерак Перигор» (фр. Bergerac Périgord FC) — французький футбольний клуб з міста Бержерак, департамент Дордонь.

## Історія
Заснований у 1916 році як «Бержерак» (фр. Enfants de France de Bergerac), а з 1982 року стала носити назву «БержеракФУТ» (фр. Bergerac Foot). У червні 2012 року клуб об'єднався з двома іншими аматорськими колективами, отримавши назву «Бержерак Перигор» (фр. Bergerac Périgord FC).
2015 року команда вийшла до четвертого за рівнем дивізіону Франції, де стала стабільним учасником. 
У січні 2019 року президент клубу Крістоф Фовель шукав лівого півзахисника на заміну Еванові Шевальє, і його син у грі Football Manager виявив, що Ніколя Моріс-Беле є вільним агентом та запропонував батькові його підписати. Президент не вірив, що гравець з 314 матчами в Лізі 1 погодиться перейти до клубу четвертого дивізіону, але випадково агент Моріса-Беле зателефонував тренерові «Бержерака», і Фовель-старший вирішив запропонувати Ніколя контракт, а той погодився. За «Бержерак» Моріс-Беле провів 9 матчів і забив 1 гол.
19 грудня 2021 року «Бержерак Перигор» вибив вищоліговий «Мец» з Кубка Франції, перемігши 5:4 в серії пенальті. Це був перший раз, коли клуб вибив із змагання команду Ліги 1. А вже 30 січня 2022 року він повторив цей результат, перемігши ще один клуб Ліги 1, на цей раз «Сент-Етьєн» з рахунком 1:0, таким чином сенсаційно і вперше у своїй історії дійшовши до чвертьфіналу Кубка Франції.